# Lista de parques nacionais da Suécia
A Suécia tem 30 parques nacionais (nationalpark, pl. nationalparker), dos quais 1 é um parque nacional marinho (marin nationalpark). 
São áreas protegidas, criadas para manter ambientes naturais ou culturais considerados únicos ou sensíveis, e cujos visitantes devem ter especial cuidado para não danificar esse património. 
Os primeiros parques nacionais do país foram inaugurados em 1909.  
São administrados pela Agência Sueca do Ambiente (Naturvårdsverket). 

## Lista
| n.º | Imagem | Inauguração | Nome                                              | Condado («län»)               | Província histórica («landskap»)        | Área (km²) |
| --- | ------ | ----------- | ------------------------------------------------- | ----------------------------- | --------------------------------------- | ---------- |
| 02  |        | 1909        | Parque Nacional de Abisko                         | Norrbotten                    | Lapônia                                 | 77         |
| 16  |        | 1909        | Parque Nacional de Ängsö                          | Estocolmo                     | Uppland                                 | 1,68       |
| 07  |        | 1909        | Parque Nacional de Pieljekaise                    | Norrbotten                    | Lapônia                                 | 154,3      |
| 14  |        | 1909        | Parque Nacional de Hamra                          | Gävleborg                     | Gästrikland                             | 0,28       |
| 05  |        | 1909        | Parque Nacional de Sarek                          | Norrbotten                    | Lapônia                                 | 1 970      |
| 03  |        | 1909        | Parque Nacional de Stora Sjöfallet                | Norrbotten                    | Lapônia                                 | 1 278      |
| 11  |        | 1909        | Parque Nacional de Sonfjället                     | Jämtland                      | Härjedalen                              | 103        |
| 28  |        | 1909        | Parque Nacional de Gotska Sandön                  | Gotlândia                     | Gotlândia                               | 44,9       |
| 17  |        | 1909        | Parque Nacional de Garphyttan                     | Örebro                        | Närke                                   | 1,11       |
| 26  |        | 1918        | Parque Nacional de Dalby Söderskog                | Escânia                       | Escânia                                 | 0,36       |
| 01  |        | 1920        | Parque Nacional de Vadvetjåkka                    | Norrbotten                    | Lapônia                                 | 26,3       |
| 24  |        | 1926        | Parque Nacional de Blå Jungfrun                   | Kalmar                        | Olândia                                 | 1,98       |
| 22  |        | 1927        | Parque Nacional de Norra Kvill                    | Kalmar                        | Småland                                 | 1,14       |
| 12  |        | 1930        | Parque Nacional de Töfsingdalen                   | Dalarna                       | Dalarna                                 | 16,15      |
| 06  |        | 1942        | Parque Nacional Muddus                            | Norrbotten                    | Lapônia                                 | 493,4      |
| 04  |        | 1962        | Parque Nacional de Padjelanta                     | Norrbotten                    | Lapônia                                 | 1 984      |
| 23  |        | 1982        | Parque Nacional de Store Mosse                    | Jönköping                     | Småland                                 | 78,5       |
| 21  |        | 1983        | Parque Nacional de Tiveden                        | Örebro Västra Götaland        | Västergötland                           | 13,5       |
| 10  |        | 1984        | Parque Nacional de Skuleskogen (ampliado en 1984) | Västerbotten                  | Ångermanland                            | 23,6       |
| 27  |        | 1986        | Parque Nacional de Stenshuvud                     | Escânia                       | Escânia                                 | 3,9        |
| 09  |        | 1991        | Parque Nacional de Björnlandet                    | Västerbotten                  | Lapônia                                 | 11         |
| 20  |        | 1991        | Parque Nacional de Djurö                          | Västra Götaland               | Västergötland                           | 24         |
| 18  |        | 1993        | Parque Nacional de Tyresta                        | Estocolmo                     | Södermanland                            | 20         |
| 08  |        | 1995        | Parque Nacional de Haparanda Skärgård             | Norrbotten                    | Norrbotten                              | 60         |
| 19  |        | 1996        | Parque Nacional de Tresticklan                    | Västra Götaland               | Dalslândia                              | 28,97      |
| 15  |        | 1998        | Parque Nacional de Färnebofjärden                 | Dalarna Västmanland Gävleborg | Uppland Gästrikland Dalarna Västmanland | 101        |
| 25  |        | 2001        | Parque Nacional de Söderåsen                      | Escânia                       | Escânia                                 | 16,25      |
| 13  |        | 2002        | Parque Nacional de Fulufjället                    | Dalarna                       | Dalarna                                 | 385        |
| 29  |        | 1909        | Kosterhavet                                       | Västra Götaland               | Bohuslän                                | 38 878 ha  |
| 30  |        | 1909        | Parque Nacional de Åsnen                          | Kronoberg                     | Småland                                 | 1 873 ha   |